# Agnello Partecipazio
Agnello Partecipazio, noto anche con il nome Angelo e il cognome Particiaco (Eraclea, seconda metà dell' VIII secolo – 827), è stato un politico della Repubblica di Venezia, 10º doge del Ducato di Venezia dall'810-811 fino alla sua morte.

## Biografia

### Origini e note onomastiche
Nacque nella seconda metà dell'VIII secolo probabilmente ad Eraclea, già capitale del Ducato di Venezia.
Sul suo nome vanno fatte alcune precisazioni: la forma "Agnello" è quella più corretta in quanto usata nei documenti più antichi (il privilegio per San Servolo dell'819, il testamento del figlio Giustiniano dell'829, la cronaca di Giovanni Diacono dell'inizio dell'XI secolo), tuttavia è ancora molto diffusa la variante "Angelo", citata a partire da uno scritto del XII secolo. Quanto al cognome "Particiaco" ("Partecipazio" se si preferisce la forma adottata dalla storiografia moderna) il primo ad utilizzarlo è Giovani Diacono ma unicamente per il doge Orso II e solo in seguito fu esteso all'intera casata di cui Agnello sarebbe uno dei primi rappresentanti noti.

### Dogato
Salì al vertice del Ducato tra la fine dell'810 e l'inizio dell'811, dopo che il comandante bizantino Arsafio aveva deposto il predecessore Obelerio mettendo così fine alla sua politica filo-carolingia (invero molto ambigua).
Subito fece trasferire la sede del governo da Malamocco a Rialto. Questa località era infatti la base dei suoi sostenitori, ma soprattutto rappresentava un centro in ascesa, da poco creata sede vescovile e in posizione più centrale rispetto al resto del Ducato. L'evento comportò anche la costruzione di un'adeguata sede governativa, il primo palazzo Ducale costruito dove sorge l'attuale, in forme di fortezza per poter difendere il doge dai nemici esterni ed interni.
Come i suoi predecessori, verso l'814 si associò al governo il figlio Giovanni con lo scopo di trasmettergli il potere per via ereditaria. Questo suscitò l'opposizione dell'altro figlio, Giustiniano, il quale abbandonò il palazzo Ducale andando a trasferirsi presso San Severo. In seguito il padre ci ripensò, facendo esiliare a Zara Giovanni e nominando suoi coreggenti Giustiniano e il giovane figlio di costui, Agnello - quest'ultimo morirà prematuramente nell'820, mentre si trovava a Costantinopoli per presenziare all'incoronazione dell'imperatore Michele II l'Amoriano.
Dal canto suo, Giovanni trascorse un periodo presso gli Slavi, quindi si stabilì a Bergamo dove si assicurò la protezione di Ludovico il Pio. Ma l'imperatore, non volendo compromettere i buoni rapporti da poco instaurati con Bisanzio, lo riconsegnò ai Veneziani. Agnello e Giustiniano, temendo che la sua presenza potesse creare ulteriori problemi, lo confinarono a Costantinopoli.
Nell'819 Agnello e Giustiniano sottoscrissero un beneficio per l'abate Giovanni di San Servolo, donandogli una cappella di famiglia sita in terraferma, vicino alla foce del Brenta, perché vi trasferisse il proprio cenobio: fu così fondata l'abbazia di Sant'Ilario che rappresentò a lungo una delle più importanti istituzioni religiose veneziane.
Nell'821, dopo anni di attriti, bandì dal Ducato il patriarca di Grado Fortunato, da sempre vicino ai Franchi, e lo sostituì con l'abate di San Servolo.
Morì probabilmente nell'827 (Giovanni Diacono pone la sua scomparsa subito prima della conquista islamica della Sicilia), lasciando solo al governo il figlio Giustiniano.